# Артем'єв Михайло Костянтинович
Михайло Костянтинович Артем'єв (? листопада 1888, Бетюнский наслег, Ботурусский улус, Якутська область — 27 березня 1928, Якутськ) — учасник Громадянської війни, керівник кількох повстань проти Радянської влади у Східному Сибіру.

## Біографія
Народився в листопаді 1888 року у Бетюнському наслегу Ботурусського улусу Якутській області в бідній селянській родині. Закінчив чотири класи Якутського реального училища. Спочатку працював писарем у рідному наслегу, потім письмоводителем у 1-й Амгинський інородницькій управі, старостою в Бетюнському наслегу, старшиною в Уранайському і Бетюнському родових управліннях, писарем 1-й Амгинської волості і вчителем у слободі Амга.
Активний учасник Громадянської війни, спочатку на боці більшовиків. 17 березня 1920 року Якутським революційним штабом РСЧА був призначений комісаром волості. 15 березня 1920 року призначався головою ревкому. Одночасно продовжував вчителювати в різних освітніх установах Якутії. Поступово розчарувався в радянській владі.
У 1922 році втік з Якутська і вступив в повстанську армію Коробейникова. Після розгрому армії Коробейникова, ховався зі своїм загоном у тайзі. На початку 1923 року вступив у підпорядкування генерала Пепеляеву, у якого служив ватажком білопартизанських частин. Після розгрому Пепеляева в березні 1923 року знову ховався в тайзі, брав участь у Тунгуському повстанні 1924—1925 рр., яке завершилося мирною угодою керівників повстання і представників керівництва Якутській АРСР. М. Артем'єв і його загін склали зброю 9 травня. Згідно з угодою, був амністований. До початку 1927 року був на радянській службі (секретар Нельканской волості, провідник і перекладач), зайнявся домашнім господарством.
У 1927 році знову пішов у підпілля, з початком руху «конфедералистів» вступив в повстанську армію Ксенофонтова. У жовтні був обраний начальником штабу партизанського загону. У січні 1928 року добровільно здався РККА, після чого був судимий і засуджений до страти через розстріл. Вирок був приведений у виконання 27 березня 1928 року в Якутську.
11 жовтня 1999 року рішенням прокуратури Республіки Саха (Якутії) Артем'єв був реабілітований.